# 李店镇 (安陆市)
李店镇，是中华人民共和国湖北省孝感市安陆市下辖的一个乡镇级行政单位。

## 行政区划
李店镇下辖以下地区：
紫石村、大李村、街道村、大棚村、杨棚村、松山村、方岗村、石井村、新建村、王店村、施棚村、七汪村、坦塘村、汪桥村、新添村、两合村、陈庙村、新店村、严祠村、高砦村、茶堰村、长严村、肖徐村和大赵村。